# Pentlow
Pentlow eller Pentelawe eller Pentlauua eller Pentlewe eller Pentlowe eller Pentleg är en by och en civil parish i Braintree i Essex i England. Orten hade 228 invånare år 2001. Den har en kyrka.